# Kunimasu
Der Kunimasu (Oncorhynchus kawamurae, jap. 国鱒 oder クニマス Kunimasu) ist eine Fischart aus der Gattung der Pazifischen Lachse (Oncorhynchus) innerhalb der Familie der Lachsfische. Die Süßwasserfischart verschwand in ihrem ursprünglichen Verbreitungsgebiet, dem japanischen Tazawa-See, aufgrund des Baus eines Staudamms im Jahr 1945 und galt lange Zeit als ausgestorben. Erst 2010 wurde der Kunimasu im Saiko wiederentdeckt.

## Merkmale und Lebensweise

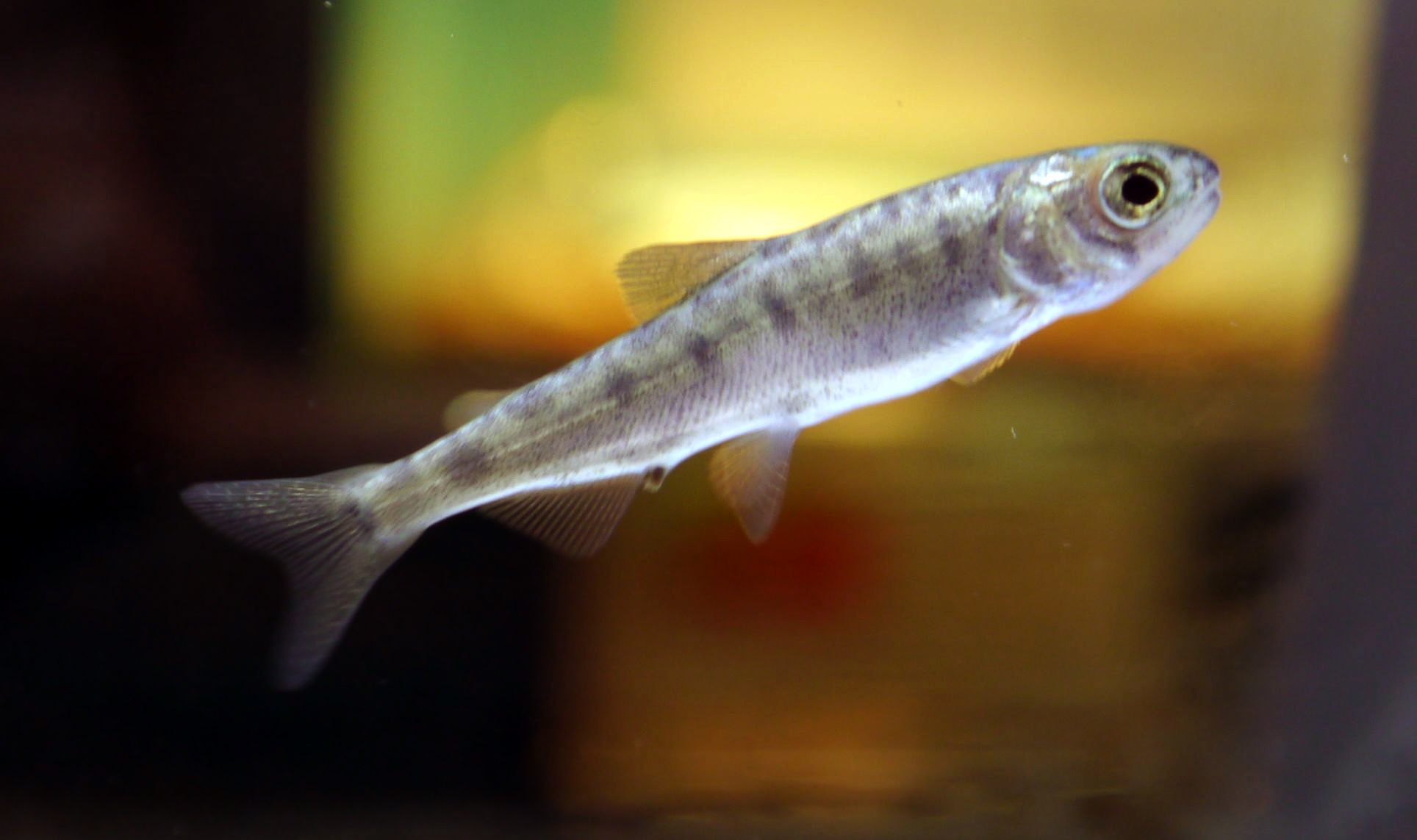
Fünf Monate alter Kunimasu im Fuji Yusui no Sato Aquarium

Der Kunimasu ist eine maximal ca. 23 cm große, ausschließlich im Saiko vorkommende benthopelagische Süßwasserfischart, die in einer Tiefe von etwa 38 bis 180 m, üblicherweise aber ab 90 m Tiefe, und in einem Temperaturbereich von 4 °C bis 13 °C lebt.
Die Fischart besitzt einen schmalen torpedoförmigen Körper. Jungtiere haben eine leicht lila schimmernde Farbe, während ausgewachsene Individuen eine dunkle olivgrüne Farbe aufweisen. Auf Höhe der Seitenlinie verlaufen ca. 8 vertikale, dunkle und ovale Flecken, insbesondere bei Jungtieren.
Zudem ist die Schwanzflosse bei Jungtieren stärker eingebuchtet.
Die Flossen des Kunimasu besitzen nur Weichstrahlen und wie bei fast allen Arten der Lachsfische ist eine kleine Fettflosse vorhanden.
Die Art hat 47–62 Pylorusschläuche und 37–43 Kiemenreusen.
Der Kunimasu ernährt sich in freier Natur von mesopelagischem und benthopelagischem Zooplankton, Wasserinsekten, Süßwassergarnelen, Würmern und anderen kleinen Fischen.
Wie alle Lachsfische ist die Art ovipar und laicht im Süßwasser über kiesigem oder steinigem Untergrund in einer durch heftige Schwanzbewegungen des Weibchens geformten Laichgrube. Der Kunimasu laicht das ganze Jahr über, was ihn von anderen Arten der Pazifischen Lachse unterscheidet.

## Verbreitungsgeschichte

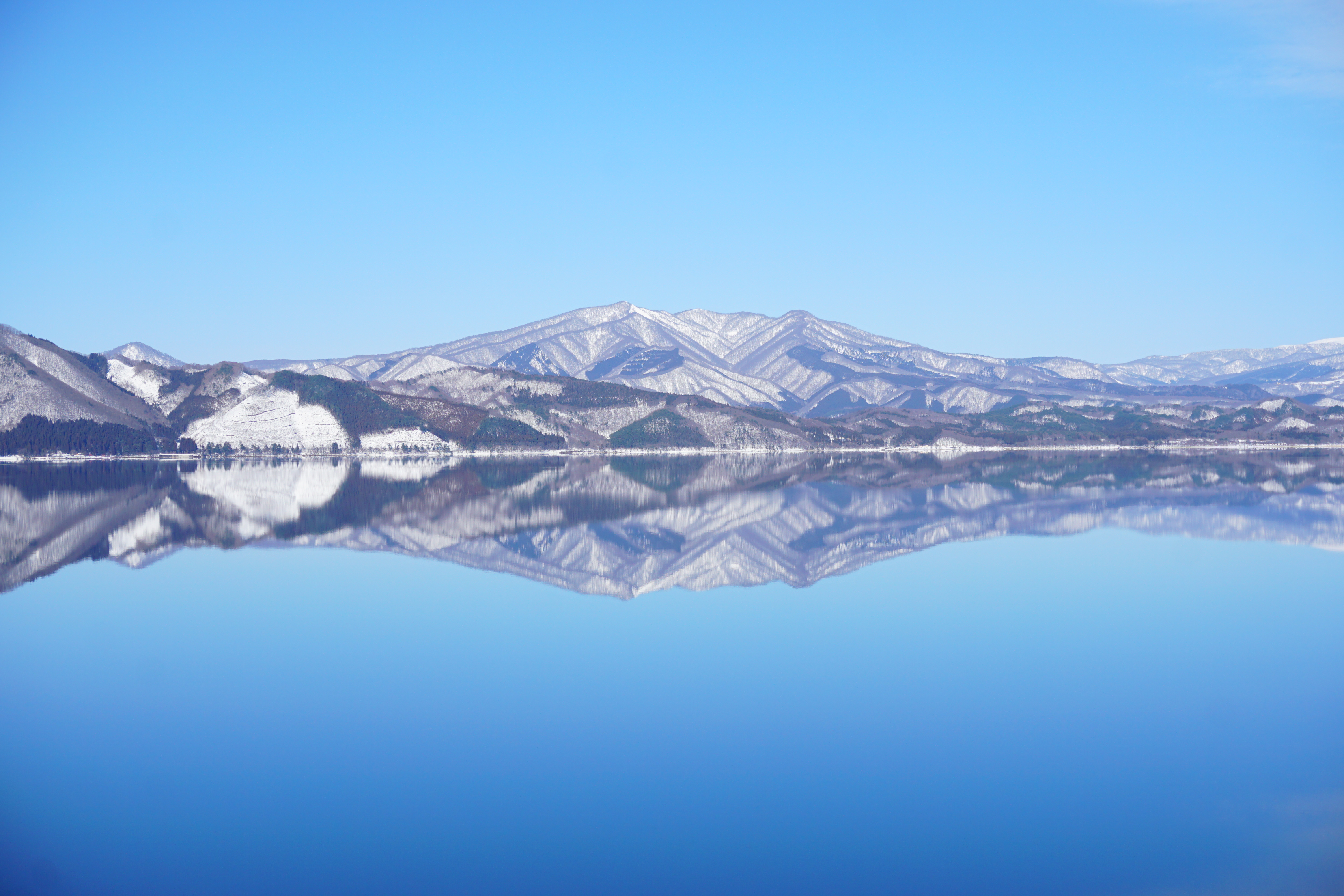
Tazawa-See – das ursprüngliche Verbreitungsgebiet

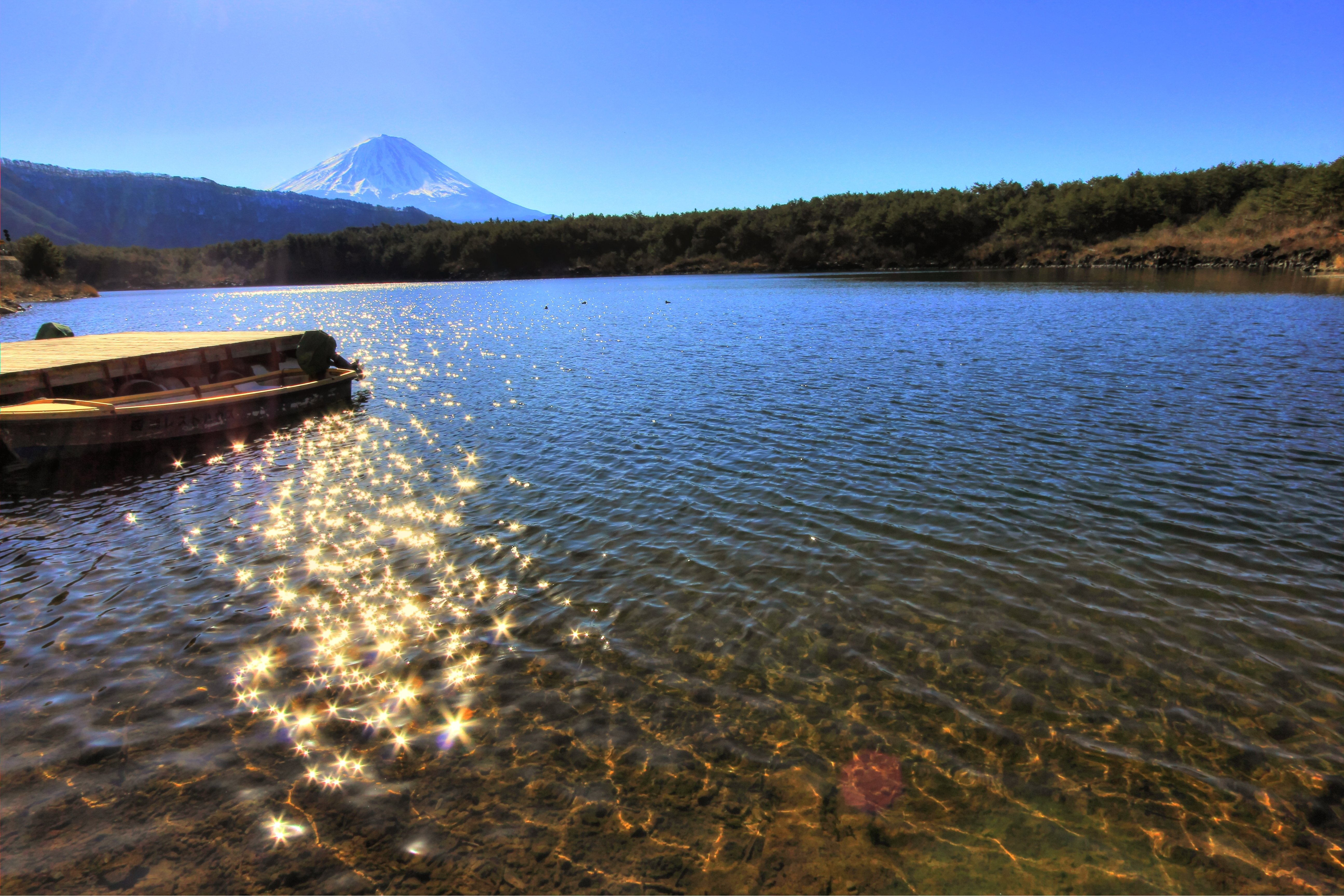
Saiko – das heutige Verbreitungsgebiet in der Nähe des Fuji-san

Der Kunimasu war ursprünglich im Tazawa-See der Präfektur Akita, dem mit 423,4 m tiefsten See Japans, endemisch. Dort ist er jedoch seit etwa 1948 ausgestorben. Ursache war der Bau eines Staudamms im Jahr 1945 als Teil eines Programms zur Stromsteigerung für die Munitionsindustrie im Zweiten Weltkrieg. Für das Wasserkraftwerk war das Wasser des Tazawa-Sees nicht ausreichend, sodass zusätzlich aus dem nahe gelegenen Tama-Fluss, dessen Wasserquelle eine stromaufwärts gelegene Thermalquelle war, stark saures Wasser in den Tazawa-See abgeführt wurde. Infolgedessen säuerte der Tazawa-See schnell an und der Kunimasu und einige andere Arten verschwanden.
Zuvor wurden jedoch von Fischern um 1930 befruchtete Eier der Art in Seen der Präfekturen Nagano, Yamanashi und Toyama eingeführt, um weitere Populationen für die kommerzielle Fischerei zu etablieren. 1935 wurden weitere Fischeier in die Fuji-Seen Saiko und Motosu in der Präfektur Yamanashi und in den Biwa-See in der Präfektur Shiga eingesetzt. In den darauffolgenden Jahrzehnten wurden in diesen Seen jedoch keine Kunimasu festgestellt, was zu der Annahme führte, dass die Art mit dem Verschwinden im Tazawa-See ausgestorben sei.
In der zweiten Hälfte der neunziger Jahre wollte der Tourismusverband der ehemaligen Gemeinde Tazawako (田沢湖, seit 2005 ein Stadtteil von Senboku) die Wiederherstellung des früher für sein klares Wasser berühmten Tazawa-Sees und die Wiederansiedlung des einst als kulinarische Touristenattraktion geltenden Kunimasus fördern. Ein Preisgeld von 5 Millionen Yen (umgerechnet 38.650 Euro) wurde daher für die Entdeckung von Kunimasu ausgeschrieben. Die Aktion blieb jedoch erfolglos und am 28. Juli 2008 wurden mehrere konservierte Exemplare der Art als nationales Kulturgut (登録記念物 tōroku kinen butsu) registriert.

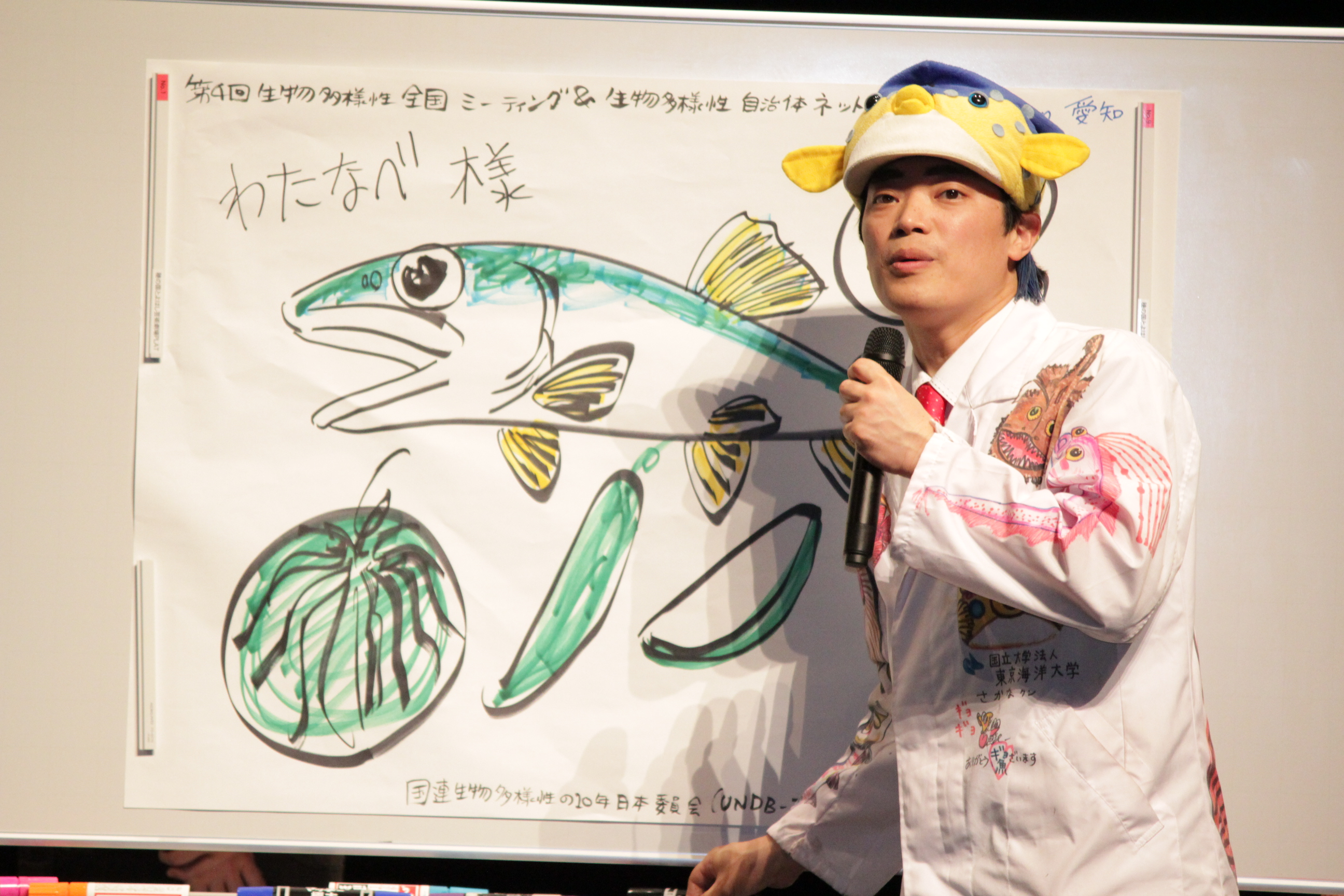
Wiederentdecker Masayuki Miyazawa („Sakana-kun“)

Erst im Jahr 2010 wurden schließlich Kunimasu im Saiko in der Präfektur Yamanashi entdeckt, und es wird angenommen, dass diese Nachkommen der 1935 eingesetzten Eier sind.
An der Wiederentdeckung war der im japanischen Fernsehen als „Sakana-kun“ („Herr Fisch“) bekannte Ichthyologe und Illustrator Masayuki Miyazawa (宮澤 正之) maßgeblich beteiligt. Hintergrund war die Bitte des Biologen Tetsuji Nakabō (中坊 徹次) von der Universität Kyōto an ihn, eine Zeichnung des ausgestorbenen Kunimasu anzufertigen. Miyazawa ließ sich daraufhin Referenz-Exemplare des verwandten Rotlachses aus ganz Japan zuschicken und entdeckte darunter ein dem Kunimasu ähnliches Exemplar aus dem Saiko. Nakabos Forschungsgruppe konnte den Fisch nach einer Dissektion und genetischen Analyse schließlich als Kunimasu bestätigen. Noch vor einer wissenschaftlichen Veröffentlichung wurde dies am 14. Dezember offiziell durch die Medien verkündet.

## Gefährdungsstatus

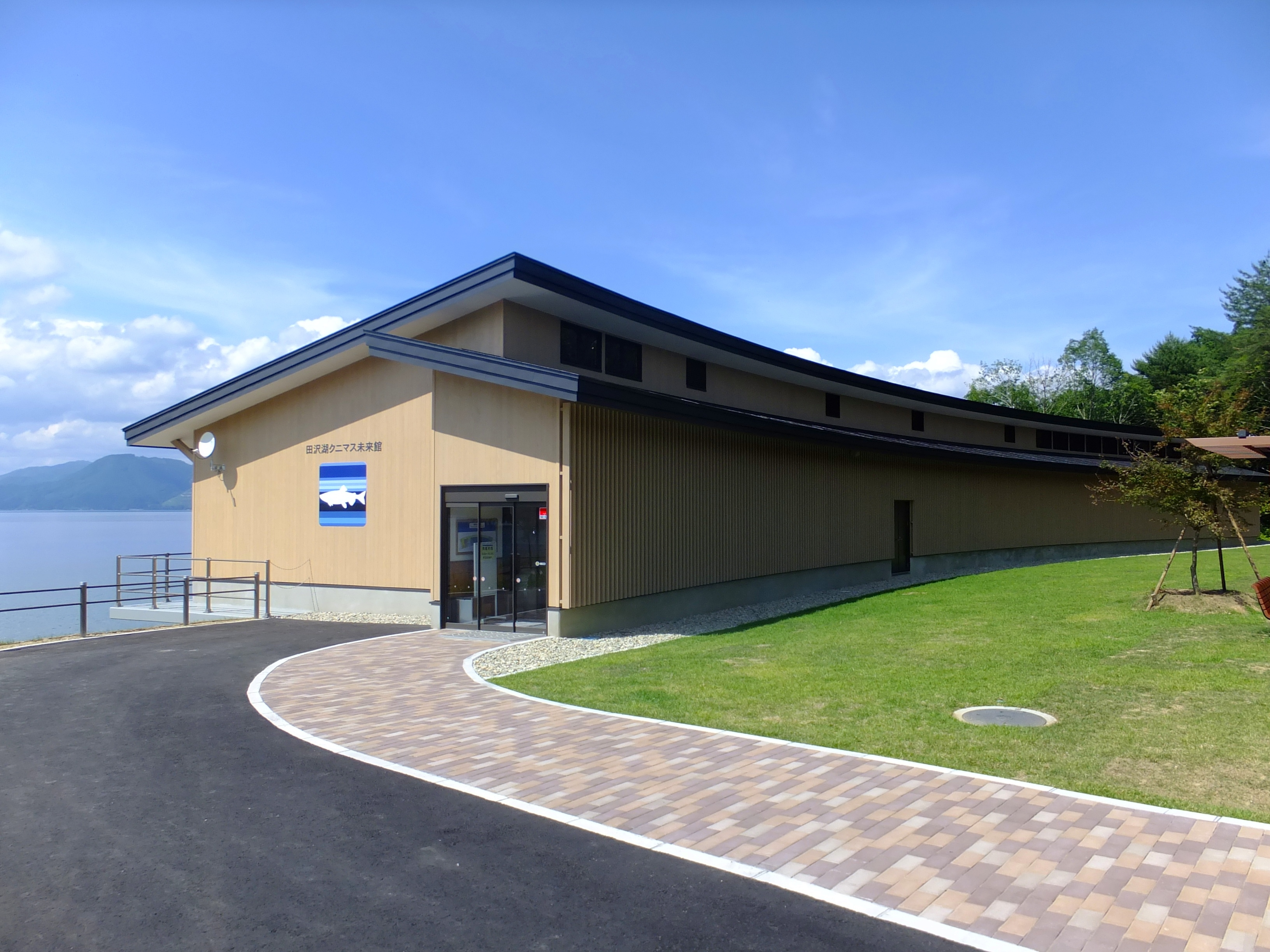
Ein dem Kunimasu gewidmetes Aquarium am Tazawa-See

Die Population im Saiko wird auf etwa 10.000 Fische geschätzt. Der See ist auch bekannt für seine invasiven Arten und Bruträuber wie den Sonnenbarsch Micropterus, den Blauen Sonnenbarsch und den Europäischen Aal. Im ursprünglichen Verbreitungsgebiet des Tazawa-Sees gab es für den Kunimasu keine solchen natürlichen Feinde und es wird vermutet, dass die Art im Saiko dennoch überlebt hat, da sie in größeren Wassertiefen lebt.
Der Kunimasu wurde 2013 nach der Wiederentdeckung im Saiko auf der Roten Liste der IUCN und der nationalen Roten Liste Japans als „ausgestorben in freier Wildbahn“ eingestuft, nachdem er 2007 zuvor als „ausgestorben“ klassifiziert worden war.
Grund für die Klassifizierung ist, dass die Fische nicht zu Erhaltungszwecken eingeführt wurden (d. h. diese Einführung stellte keine Erhaltung oder gutartige Einführung dar). Somit kann die vorhandene Population im Saiko formal nicht als Population in freier Wildbahn für eine Bewertung in der Roten Liste berücksichtigt werden. Ein Aquarium der Stadt Senboku plant jedoch Individuen aus dem Saiko zu Schutzzwecken wieder in das ursprüngliche Verbreitungsgebiet im Tazawa-See einzuführen. Wenn diese Wiedereinführung erfolgreich ist, kann die Population im Tazawa-See auf der Roten Liste der IUCN bewertet werden. Im Moment ist jedoch die Wasserqualität des Sees noch nicht ausreichend, um eine erfolgreiche Wiederansiedlung zu ermöglichen.

## Systematik und Etymologie
Oncorhynchus kawamurae ist eine Art der Gattung der Pazifischen Lachse (Oncorhynchus) innerhalb der Familie der Lachsfische und wurde als solche 1925 von den US-amerikanischen Zoologen David S. Jordan und Ernest A. McGregor erstbeschrieben.
Der Artname kawamurae war eine Widmung an Tamiji Kawamura (川村 多実二, 1883–1964), einen verstorbenen Professor und Süßwasserbiologen der Kaiserlichen Universität Kyōto, welcher Exemplare zur Beschreibung der neuen Art zur Verfügung stellte. Der Name der Gattung leitet sich von den griechischen Wörtern onkos (Haken) und rhynchos (Nase) ab, und der Trivialname setzt sich aus den beiden japanischen Wörtern 国 kuni (Land) und 鱒 masu (Lachsforelle) zusammen. Dies verdeutlicht das Vorkommen der Art ausschließlich im Landesinneren, wohingegen andere Arten der Gattung teilweise im Pazifik verbreitet sind, darunter beispielsweise um Japan der Masu-Lachs.
Der Kunimasu wurde zeitweise als eine lokale Subpopulation oder Unterart des Rotlachses (Oncorhynchus nerka) angesehen, der auch im Saiko verbreitet ist und dessen „schwarzen“ Populationen im kanadischen Seton Lake und Anderson Lake der Kunimasu morphologisch sehr ähnlich sieht. Es galt daher als unwahrscheinlich, dass sie sich genetisch stark unterscheiden. Der Kunimasu tritt jedoch in größeren Wassertiefen auf, in welchen er auch laicht, und dies das ganze Jahr über, was ihn beides von anderen Arten der Gattung unterscheidet. Zudem zeigte Mikrosatelliten-DNA Unterschiede zur sympatrischen Art Oncorhynchus nerka.